# Paolo Bossoni
Paolo Bossoni (født 2. juli 1976) er en italiensk tidligere professionel cykelrytter.